# Roulette (motorfiets)
Roulette is een historisch merk van motorfietsen.
De bedrijfsnaam was: Roulette Cycle Co., Coventry.
Vlak na de Eerste Wereldoorlog bouwde dit Engelse bedrijf een klein aantal motorfietsen met Villiers-tweetaktmotoren.
Roulette produceerde al sinds 1896 fietsen, maar in 1911 begon men ook motorfietsen te produceren. Ze hadden een bijzonder frame, dat bestond uit aan elkaar geschroefde buizen. Daardoor ontstond een licht en sterk frame, ontwikkeld door F.T. Robb, waarvan het bedrijf hoopte het patent aan andere merken te kunnen verkopen. Het eerste model, eigenlijk niet meer dan een prototype, had een 2½pk-JAP-zijklepmotor en directe riemaandrijving vanaf de krukas. In 1913 verscheen een 4¼-model en in 1914 kwam er een model met een 269cc-Villiers-motor, een tweeversnellingsbak maar nog steeds riemaandrijving naar het achterwiel. Door het uitbreken van de Eerste Wereldoorlog eindigde de productie, die na de oorlog niet meer werd opgestart.
De frameconstructie was echter niet vergeten: in het begin van de jaren twintig produceerden Invicta en Francis-Barnett motorfietsen met de constructie. Francis-Barnett adverteerde zelfs met de slogan "Built like a bridge".